# Нейробластома
Нейробластома — злокачественная опухоль симпатической нервной системы. Нейробластома является недифференцированной опухолью, состоит из мелких круглых клеток с тёмно-пятнистыми ядрами.

## Заболеваемость
Нейробластома, будучи одной из разновидностей эмбриональных опухолей, встречается в  99% случаев у детей в возрасте до 15 лет. Однако, существуют случаи, когда данное заболевание фиксировалось даже у пожилых людей. Заболеваемость составляет 0,85-1,1 случаев на 100 000 детей в возрасте до 15 лет. Средний возраст — 2 года. 90 % случаев обнаруживается до 5-летнего возраста. Нейробластома является наиболее частым злокачественным новообразованием в раннем детстве (14 %), в ряде случаев обнаруживается при рождении, может сопровождаться врождёнными дефектами. По мере взросления ребёнка вероятность появления опухоли снижается.

## Особенности опухоли
Нейробластома обладает рядом свойств, которые отсутствуют у других злокачественных новообразований:
- Способность к спонтанной регрессии: нейробластома может самопроизвольно регрессировать даже в случае больших размеров опухоли с массированными метастазами.
- Способность к созреванию (дифференцировке), редко — трансформации в доброкачественную опухоль (ганглионеврому).
- Способность к быстрому агрессивному течению и развитию метастазов.

## Клиническая картина
Большая часть опухолей обнаруживается в забрюшинном пространстве, чаще всего — в надпочечниках. Реже встречается в средостении и шее.
Клиническая картина зависит от места образования опухоли, локализации метастазов, количества продуцируемых опухолевой тканью вазоактивных веществ.
К основным клиническим проявлениям нейробластомы относятся:
- опухоль в брюшной полости,
- отёк,
- похудение,
- боли в костях, обусловленные метастазами,
- анемия,
- лихорадка.

Объектами основных жалоб являются боль (30-35 % случаев), лихорадка (25-30 % случаев), потеря веса (20 % случаев). При росте опухоли в заднем средостении дети жалуются на постоянный кашель, дыхательные расстройства, дисфагию и постоянные срыгивания; наблюдается деформация грудной стенки. При поражении костного мозга вызывает анемию и геморрагический синдром. При росте опухоли в ретробульбарном пространстве возникает характерный «синдром очков» с экзофтальмом. Если нейробластома возникает в забрюшинном пространстве, то она быстро врастает в спинномозговой канал, пальпируясь как бугристая, несмещаемая опухоль каменной консистенции. При распространении опухоли из грудной полости в забрюшинное пространство через диафрагменные отверстия она принимает вид песочных часов или гантели. Метастазы нейробластомы в кожу имеют вид синюшно-багровых узлов с плотной консистенцией.
Метастазы нейробластомы чаще всего образуются в костях, костном мозге и лимфатических узлах. Реже метастазы локализуются в коже и печени; очень редко — в головном мозге. Симптоматика в данном случае определяется тем, какой орган поражён метастазами:
- быстрое увеличение печени,
- образование на коже голубоватых узлов,
- боли в костях,
- увеличение лимфоузлов,
- анемия, кровоизлияния и другие проявления, характерные для лейкозов.

## Диагностика
Диагностика нейробластомы заключается в гистологическом исследовании самой опухоли или её метастазов. Кроме того, она определяется по выявлению вовлечения в процесс костного мозга с повышенным содержанием катехоламинов или их производных: ванилилминдальной, гомованилиновой кислот и дофамина в крови (или в моче). Уровни ванилилминдальной и гомованилиновой кислот повышены у 85 % больных, уровень дофамина — у 90 % больных нейробластомой. Контроль содержания этих веществ позволяет следить за развитием опухоли.
Другие способы определения степени развития болезни.
1. Место первичной опухоли — УЗИ, КТ, МРТ.
2. Грудная клетка — рентгенография, КТ.
3. Брюшная полость — УЗИ, КТ.
4. Остеосцинтиграфия с Те 99 и последующая рентгенография выявленных очагов гиперфиксации изотопа.
5. Сцинтиграфия с 131 J метайодбензилгуанидином (MJBG)*.
6. Аспирационная биопсия костного мозга (из 4-8 мест).
7. Трепанбиопсия костного мозга с гистологическим и иммуногистохимическим исследованиями.
8. Биопсия очагов, подозрительных на метастазы опухоли.

## Клиническая классификация
Стадии развития нейробластомы:
- Стадия I: T1 — единичная опухоль размером 5 см и менее в наибольшем измерении, N0 — нет признаков поражения лимфатических узлов, М0 — нет признаков отдалённых метастазов.
- Стадия II: Т2 — единичная опухоль размером более 5 см, но менее 10 см, N0 — нет признаков поражения лимфатических узлов, М0 — нет признаков отдалённых метастазов.
- Стадия III: Tl, T2 — единичная опухоль размером 5 см и менее в наибольшем измерении; единичная опухоль более 5 см, но менее 10 см, N1 — метастатическое поражение регионарных лимфатических узлов, М0 —нет признаков отдалённых метастазов. Т3 — единичная опухоль более 10 см, Nx — любое, нельзя определить, есть или нет поражения регионарных лимфатических узлов, М0 — нет признаков отдалённых метастазов.
- Стадия IVA: Tl, T2, ТЗ — единичная опухоль менее 5 см в диаметре; единичная опухоль более 5 см, но менее 10 см; единичная опухоль более 10 см, Nx — любое, нельзя определить, есть или нет поражения регионарных лимфатических узлов, Ml — есть отдалённые метастазы.
- Стадия IVB: Т4 — множественные синхронные опухоли. Nx — любое, нельзя определить, есть или нет поражения регионарных лимфатических узлов. Мx — любое, нельзя оценить, есть или нет отдалённых метастазов.

По международной классификации развитие нейробластомы подразделяется на следующие стадии:
- Стадия I: Локализованная опухоль в пределах зоны первичной локализации; опухоль удалена с микроскопическими признаками её остатков или без них; макроскопически подтверждённое отсутствие метастазов в лимфоузлах по обе стороны позвоночника
- Стадия IIA: Односторонняя опухоль с удалением большей её части; отсутствие поражения лимфатических узлов с обеих сторон
- Стадия IIB: Односторонняя опухоль, удалённая полностью или большая её часть; есть метастатическое поражение односторонних лимфатических узлов
- Стадия III: Опухоль распространяется на противоположную сторону с метастатическим поражением регионарных лимфатических узлов или без него; односторонняя опухоль с метастазами в противолежащих лимфатических узлах; срединная опухоль с метастазами в лимфатических узлах с обеих сторон
- Стадия IV: Широко распространённая опухоль с отдалёнными метастазами в лимфатических узлах, костях скелета, лёгких и других органах
- Стадия IVS: Локализованная первичная опухоль, определяется в стадии I и II с метастазами в печень, кожу и/или костный мозг

## Лечение
При лечении нейробластомы применяют следующие методы противоопухолевой терапии:
- Хирургический метод
- Химиотерапия
- Лучевая терапия
- Трансплантация костного мозга
- Моноклональные антитела: динутуксимаб[1], накситамаб[2]

В случае своевременного обнаружения опухоли производится удаление первичного опухолевого узла. Как правило, опухоль не рецидивирует при наличии оставшихся опухолевых клеток, что также отличает нейробластому от других злокачественных опухолей.
Химиотерапия нейробластомы включает применение винкристина, циклофосфамида, цисплатина, доксорубицина, вепезида, тенипозида и мелфалана. Противоопухолевой активностью к нейробластоме обладают также ифосфамид и карбоплатин.
Лучевая терапия используется не во всех случаях ввиду её опасности для организма маленького ребёнка. Однако она показана к применению при нерезектабельных опухолях или метастазах, малоэффективности использованной химиотерапии, а также для устранения возможных рецидивов.
Как разновидность лучевой терапии применяют введение в опухоль радиоактивного изотопа иода 131I, который избирательно накапливается нейробластомой.
Лечение на стадиях I, II заключается в хирургическом вмешательстве, которому предшествует химиотерапия. Как правило, в III стадии нейробластома уже неоперабельна, что делает обязательной предоперационную химиотерапию, которая позволяет добиться существенной регрессии опухоли до резектабельных размеров. На IV стадии обязательна высокодозная химиотерапия, хирургическая операция и пересадка костного мозга.

## Прогноз
Как правило, нейробластома диагностируется уже на IV стадии, когда 5-летняя выживаемость больных не превышает 20 %. Прогноз наиболее благоприятен у детей раннего возраста, особенно когда нет метастазов в костный мозг. В целом, выживаемость больных составляет около 50 % (49—55 %). По стадиям выживаемость: на 1-й стадии до 100 %, на 2-й стадии — 94 %, на 3-й стадии 60 % (67—57 %), на 4-й стадии — 10—20 %. Для 4S-стадии для детей в возрасте до 1 года выживаемость составляет около 75 %.